# 마라디주

마리디주의 위치

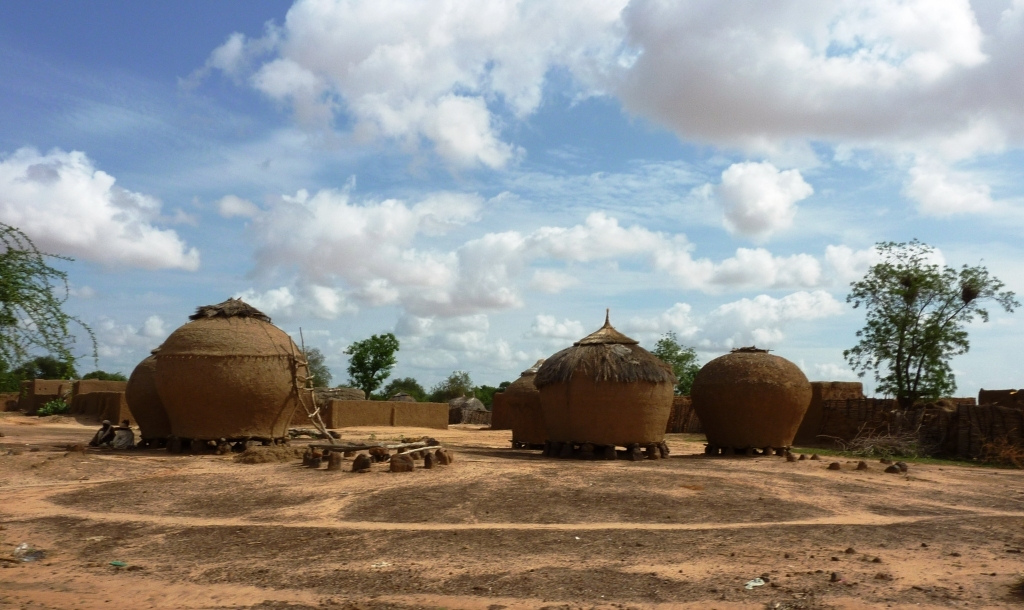
마라디주의 마을

마라디주(프랑스어: Maradi Region)은 니제르 남부에 있는 주이며 주도는 마라디다. 면적은 35,100km2며 2011년 기준 인구는 3,117,810명이다.

## 인구
| 연도    | 인구      | ±%     |
| ------- | --------- | ------ |
| 1977    | 949,747   | —      |
| 1985    | 1,389,433 | +46.3% |
| 2001    | 2,235,570 | +60.9% |
| 2012    | 3,402,094 | +52.2% |
| source: |           |        |

## 같이 보기
- 니제르의 행정 구역